# Georg Dedeken
Georg Dedeken (* 1564 in Lübeck; † 29. Mai 1628 in Hamburg) war ein deutscher evangelisch-lutherischer Geistlicher und Publizist.

## Leben und Wirken
Georg Dedeken studierte in Frankfurt (Oder) und erhielt nach Studienabschluss 1594 den Titel eines Magister artium. Er predigte ab 1590 in Schönberg und ab 1595 in Neustadt in Holstein. Nachdem er in seinen Predigten adligen Personen, darunter dem Herzog zu Mecklenburg, Ehebruch vorgeworfen hatte, musste er beide Ämter aufgeben. Am 7. September 1606 wurde er in das Amt des Predigers an der Hamburger Hauptkirche Sankt Katharinen gewählt. Hier freundete er sich mit dem Hauptpastor Philipp Nicolai an, für den er die Grabrede hielt und dessen hinterlassene Schriften er 1617 herausgab. Dedeken beteiligte sich nicht an konfessionellen Streitigkeiten und galt bei Kontroversen 1613/14 unter der Ägide von Johann Schellhammer als „Moderatist“.
Dedeken hatte neun Töchter, von denen zwei in Hamburg heirateten. Martha heiratete am 23. Januar 1626 den Organisten Johann Decker. Eine weitere Tochter unbekannten Namens heiratete Christian Camerarius, der erster Pastor am Hamburger Waisenhaus war. Ein 1599 geborener Sohn Josias wurde 1626 Doktor der Rechte und arbeitete als Canonicus minor am Hamburger Dom und im holsteinischen Rat.

## Werke
Dedeken verfasste mehrere Schriften, darunter 1608 das Kleinod für Seefahrer. Es handelte sich um das erste speziell für Seeleute geschriebene Trostbuch. 1623 veröffentlichte er die Thesauri consiliorum et decisionum. Das Werk galt unter Politikern und Gelehrten des 17. Jahrhunderts als eines der bedeutendsten Nachschlagewerke. Es umfasst Gutachten lutherischer Wissenschaftler des 16. und 17. Jahrhunderts zu damals aktuellen theologischen, rechtlichen und politischen Fragestellungen und wird auch heute noch zu Forschungszwecken genutzt.